# Michelau in Oberfranken
Michelau in Oberfranken (eller: Michelau i.OFr. , frankisk: Michlaa) er en kommune i Landkreis Lichtenfels regierungsbezirk Oberfranken i den tyske delstat Bayern.

## Geografi
Michelau ligger ved floden Main lige nord for Naturpark Fränkische Schweiz-Veldensteiner Forst, i nærheden af Lichtenfels (~5 km), Coburg (~25 km), Kronach (~25 km), Kulmbach (~30 km) og Bamberg (~45 km).

### Inddeling
Til kommunen hører, ud over Michelau følgende landsbyer:
- Lettenreuth
- Neuensee
- Oberreuth
- Schwürbitz

### Religion
- 49,35 % protestantisk
- 45,01 % katolsk
- 5,64 % andre

## Historie
Byen er opstået som en fiskerby ved Main. I det 18. århundrede bredte kurvemageri sig, og deres produkter blev fra 1780 eksporteret til Holland, og fra 1792 solgt til både Preußen og Rusland. Omkring 1900 var der i Michelau næsten 900 kurvemagere, hvis produkter solgtes over hele verden.
|  |  |  |